# Brachycorythis obcordata
Brachycorythis obcordata är en orkidéart som först beskrevs av John Lindley, och fick sitt nu gällande namn av Victor Samuel Summerhayes. Brachycorythis obcordata ingår i släktet Brachycorythis och familjen orkidéer. Inga underarter finns listade i Catalogue of Life.